# Distretto di Kitatsugaru
Il distretto di Kitatsugaru (北津軽郡, Kitatsugaru-gun?) è uno dei distretti della prefettura di Aomori, in Giappone.
Attualmente fanno parte del distretto i comuni di Itayanagi, Nakadomari e Tsuruta.
| Controllo di autorità | VIAF (EN) 145452505 · LCCN (EN) n83049272 · J9U (EN, HE) 987007536644805171 · NDL (EN, JA) 00398064 |